# Love Thy Trophy
«Love Thy Trophy» (рус. «Возлюби трофей свой») — пятая серия второго сезона мультсериала «Гриффины». Премьерный показ состоялся 14 марта 2000 года на канале FOX. В России премьерный показ состоялся 10 июня 2002 года на канале Рен-ТВ.

## Сюжет
В Куахоге проходит Ежегодный фестиваль урожая с шествием на платформах. Платформа Питера, Куагмира, Кливленда и Джо побеждает, но они не могут решить, в чьём доме будет храниться золотая награда. В конце концов, они решают поместить её над дорогой, поддерживаемую статуями. На следующий же день награда пропадает и каждый из четырёх победителей подозревает друг друга в воровстве.
Тем временем Мег устроилась на работу в блинную и теперь в состоянии купить себе вожделенную сумочку «Прада». В получении работы ей помог Стьюи, которого Мег выдала за своего ребёнка, а себя — за мать-одиночку; и Стьюи не отказывается от своей роли, так как очень любит бесплатные блинчики.
Неприятности начинаются, когда к Флэппи (владельцу блинной) приходит представительница Службы защиты детей и интересуется домашним адресом Мег.
Тем временем Спунер-стрит, на которой проживают четыре победителя фестиваля, превращена в настоящую зону боевых действий.
Стьюи собираются отправить в детский дом. Выяснив это, Питер, Лоис, Куагмир, Кливленд, Лоретта, Джо и Бонни оставляют свои раздоры, чтобы спасти малыша. В итоге Стьюи выменян на новенькую «Праду» Мег. Но по-прежнему остаётся неясным вопрос с пропажей награды, однако в ту же ночь разгадка найдена: Брайан, имеющий неконтролируемую страсть к закапыванию блестящих вещей, схоронил приз в земле у дома.

## Создание
Авторы сценария: Майк Бэркер и Мэтт Уэйтцмэн.
Режиссёр: Джек Дайер.
Приглашённые знаменитости: Дебра Вильсон.